# ニコ・ニコルソン
ニコ・ニコルソン（Nico Nicholson）は、日本の漫画家、イラストレーター。女性。作品に『上京さん』、『ニコ・ニコルソンのマンガ道場破り』『ナガサレール イエタテール』などがある。

## 来歴
宮城県亘理郡山元町出身。会社勤務を経て、フリーのイラストレーター、漫画家となる。ペンネームを決めたのは某動画サイトが登場するより前のことらしい。
2008年、上京後の体験談などをまとめたエッセイコミック『上京さん』（ソニー・マガジンズ刊）を刊行。
『ぽこぽこ』に連載された自身と家族の東日本大震災からの復興を描いたエッセイコミック『ナガサレール イエタテール』は第16回文化庁メディア芸術祭マンガ部門審査委員会推薦作品に選ばれた。
2013年は、『ナガサレール イエタテール』をはじめ、「デジモノステーション」にて毎回1作品の漫画をイラストで紹介する『ニコ・ニコルソンのオトナ☆漫画』、「ヤングアニマル」にて現在活躍中の漫画家への取材漫画『ニコ・ニコルソンのマンガ道場破り』、「デジキス」でのストーリー漫画『ニコニコ妖画』が連続刊行されることを記念した4社合同フェア「ニコフェス」が開催され、話題となった。
2020年、新たな描き下ろしを加えた『ナガサレール イエタテール 完全版』が刊行。2021年6月より『Kiss』（講談社）にて『古オタクの恋わずらい』を連載。

## 作品リスト
- 上京さん（2008年、ソニー・マガジンズ）
- ニコ・ニコルソンのオトナ☆漫画（2013年、『デジモノステーション』、エムオン・エンタテインメント）
- ニコニコ妖画（2013年、『デジキス』、講談社）
- ナガサレール イエタテール（2013年、『ぽこぽこ』、太田出版）
  - ナガサレール イエタテール 完全版（描き下ろしを加えた2020年版、太田出版）
- ニコ・ニコルソンのマンガ道場破り（2013年 - 2018年、『	ヤングアニマル』、白泉社、全2巻）
- 女教師サタディ（読み切り作品、2014年、『EDEN Vol.1』、マッグガーデン）
- でんぐばんぐ（2016年 - 2017年、『ぽこぽこ』、太田出版、全2巻）
- 婆ボケはじめ、犬を飼う（2017年、ぶんか社）
- わたしのお婆ちゃん 認知症の祖母とのくらし（2018年、『ハツキス』、講談社）
- 根本敬ゲルニカ計画（2019年、『美術手帖』、美術出版社）
- アルキメデスのお風呂（2018年 - 2020年、『マンガZERO コミックジヘン』→『まんが王国』、全4巻（2巻以降は電子のみ））
- マンガ認知症（2019年 - 2020年、『WEBちくま』、筑摩書房、全1巻）
- 古オタクの恋わずらい（2021年 - 2023年、『Kiss』、講談社、全4巻）
- 呪文よ世界を覆せ（2024年 - 連載中、『月マガ基地』、講談社、既刊2巻）

## 装画・イラスト
- ごみ育 日本一楽しいごみ分別の本（2019年、著:滝沢秀一、太田出版）